# 帕特里克·麦克休
帕特里克·麦克休（英語：Patrick Machugh，1992年3月29日—），蘇格蘭男子羽毛球運動員。

## 簡歷
2013年8月，帕特里克·麦克休參加中國廣州舉行的世界羽毛球錦標賽，與马丁·坎贝尔出戰男子雙打項目，在首圈就以0比2（20-22、17-21）負於馬來西亞的林欽華/吳偉申出局。
2014年1月，帕特里克·麦克休與马丁·坎贝尔合作在冰島羽毛球國際賽贏得男子雙打冠軍。
2015年7月，帕特里克·麦克休代表英國斯特拉斯克萊德大學出戰韓國光州市舉行的世界大學生運動會羽毛球比賽。
2015年8月，帕特里克·麦克休參加印尼雅加達舉行的世界羽毛球錦標賽，與马丁·坎贝尔合作出戰男子雙打項目，他們在首圈因對手退賽而自動晉級，但在第二圈就以0比2（12-21、9-21）不敵12號種子、南韓的金基正/金沙朗出局。

## 主要比賽成績
只列出曾進入準決賽的國際賽事成績：
| 年份   | 賽事                   | 公開賽級別 | 項目     | 拍檔            | 成績   |
| ------ | ---------------------- | ---------- | -------- | --------------- | ------ |
| 2012年 | 愛爾蘭羽毛球未來系列賽 | 未來系列賽 | 混合雙打 | 凯特琳·普林格尔 | 準決賽 |
| 2012年 | 冰島羽毛球國際賽       | 國際系列賽 | 男子雙打 | 马丁·坎贝尔     | 亞軍   |
| 2013年 | 保加利亞羽毛球公開賽   | 國際系列賽 | 男子雙打 | 马丁·坎贝尔     | 冠軍   |
| 2013年 | 威爾斯羽毛球國際賽     | 國際挑戰賽 | 男子雙打 | 马丁·坎贝尔     | 準決賽 |
| 2014年 | 冰島羽毛球國際賽       | 國際系列賽 | 男子雙打 | 马丁·坎贝尔     | 冠軍   |
| 2014年 | 葡萄牙羽毛球國際賽     | 國際系列賽 | 男子雙打 | 马丁·坎贝尔     | 亞軍   |
| 2015年 | 冰島羽毛球國際賽       | 國際系列賽 | 男子雙打 | 马丁·坎贝尔     | 冠軍   |
| 2015年 | 冰島羽毛球國際賽       | 國際系列賽 | 混合雙打 | 丽贝卡·芬德利   | 準決賽 |
| 2015年 | 葡萄牙羽毛球國際賽     | 國際系列賽 | 男子雙打 | 马丁·坎贝尔     | 亞軍   |
| 2015年 | 匈牙利羽毛球國際賽     | 國際系列賽 | 男子雙打 | 马丁·坎贝尔     | 冠軍   |
| 2015年 | 威爾斯羽毛球國際賽     | 國際挑戰賽 | 男子雙打 | 马丁·坎贝尔     | 準決賽 |
| 2016年 | 愛沙尼亞羽毛球國際賽   | 國際系列賽 | 男子雙打 | 马丁·坎贝尔     | 亞軍   |
| 2016年 | 匈牙利羽毛球國際賽     | 國際系列賽 | 男子雙打 | 马丁·坎贝尔     | 準決賽 |
| 2018年 | 瑞典羽毛球公開賽       | 國際系列賽 | 男子雙打 | 马丁·坎贝尔     | 亞軍   |
| 2018年 | 葡萄牙羽毛球國際賽     | 國際系列賽 | 男子雙打 | 马丁·坎贝尔     | 準決賽 |

| 2007-2017年 | 首要超級賽 | 超級賽 | 黃金大獎賽 | 大獎賽 | 國際挑戰賽 | 國際系列賽 | 未來系列賽 | 其他 |

| 2018-2026年 | 總決賽 | 超級1000賽 | 超級750賽 | 超級500賽 | 超級300賽 | 超級100賽 | 國際挑戰賽 | 國際系列賽 | 未來系列賽 | 其他 |

### 奧運會和世錦賽參賽紀錄
|          | 搭檔        | 2013 | 2014 | 2015 | 2016 | 2017 |
| -------- | ----------- | ---- | ---- | ---- | ---- | ---- |
| 男子雙打 | 马丁·坎贝尔 | 48強 | 48強 | 32強 | －   | 32強 |